# 法兰克尼亚王朝
法兰克尼亚王朝亦称萨利安王朝（德語：Salier）是11世纪和12世纪一个统治德国和神圣罗马帝国的王朝，由来自法兰克尼亚的施派尔伯爵康拉德二世创建，故名。1024年罗马帝国奥托王朝的皇帝亨利二世去世后无嗣，康拉德二世当选为罗马人民的国王。1027年加冕为罗马帝国皇帝。王朝统治期间，与教皇之间发生了激烈的叙任权斗争。1125年末代君主亨利五世去世，没有子嗣，王朝终结。

## 历代君主
- 康拉德二世 1024-1039，1027年加冕为神圣罗马帝国皇帝
- 亨利三世 1039-1056，1046年加冕为神圣罗马帝国皇帝
- 亨利四世 1056-1106，1084年加冕为神圣罗马帝国皇帝
- 亨利五世 1106-1125，1111年加冕为神圣罗马帝国皇帝